# Adrián Palomares

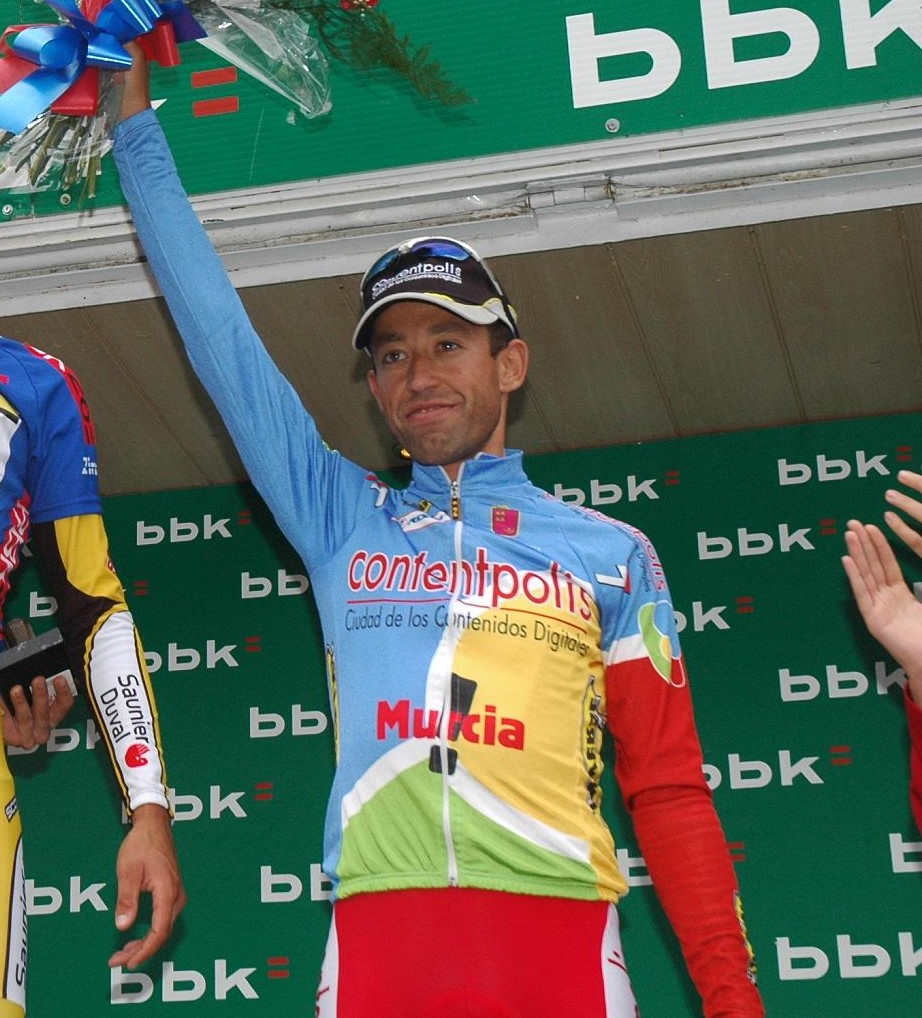
Adrián Palomares bei der Euskal Bizikleta 2008

Adrián Palomares Villaplana (* 18. Februar 1976 in Carcaixent) ist ein ehemaliger spanischer Radrennfahrer.
Adrián Palomares begann seine Karriere bei dem portugiesischen Radsportteam Boavista. 2001 feierte er seinen ersten Sieg. Er gewann die Gesamtwertung des Troféu Joaquim Agostinho. Nach fünf Jahren in Portugal wechselte Palomares 2005 zu dem spanischen Professional Continental Team Kaiku.
Ende der Saison 2013 beendete er seine Karriere als Berufsradfahrer, nachdem er mit seiner damaligen Mannschaft das Teamzeitfahren bei der Portugal-Rundfahrt gewonnen hatte.

## Erfolge
2001
- Gesamtwertung Troféu Joaquim Agostinho

2007
- Etappensieg Regio Tour
- Etappensieg Tour of Britain

2009
- Etappensieg Grande Prémio CTT Correios de Portugal

2012
- Etappensieg Vuelta Chile

2013
- Mannschaftszeitfahren Volta a Portugal

## Teams
- 2000: Boavista
- 2001–2004: Carvalhelhos-Boavista
- 2005–2006: Kaiku
- 2007: Fuerteventura-Canarias
- 2008: Contentpolis-Murcia
- 2009: Contentpolis-AMPO

...
- 2011: Andalucía Caja Granada
- 2012: Andalucía
- 2013: Cyclingteam de Rijke-Shanks